# Дойран (община)
Община Дойран (мак. Општина Дојран) — община в Північній Македонії. Адміністративний центр — село Старий Дойран. Розташована на південному сході  Македонії, Південно-Східний статистично-економічний регіон, з населенням 3 426 мешканців, які проживають на площі — 129,16 км².